# مزه‌ای شبیه مرغ

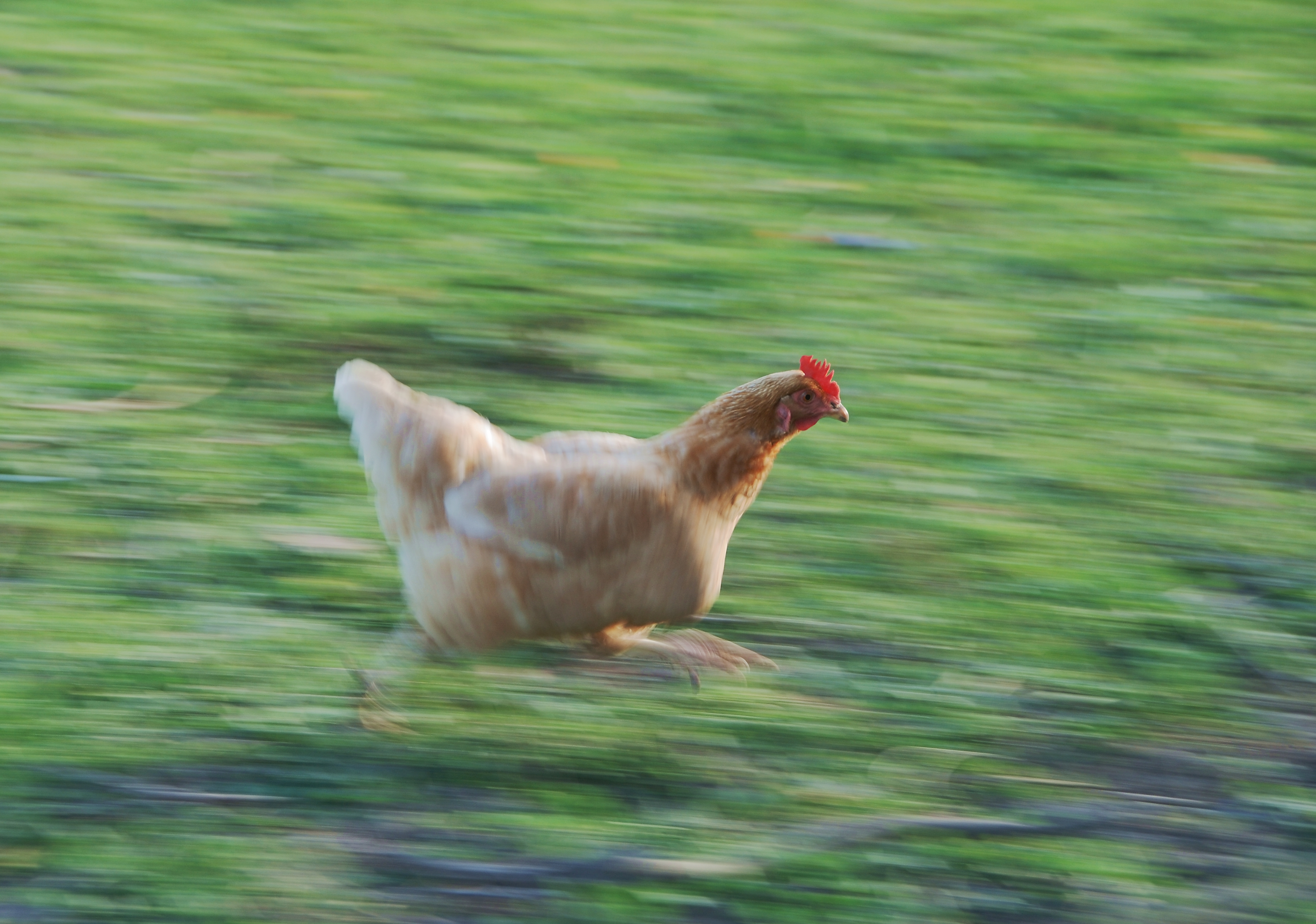
بسیاری از گوشت‌ها مزه‌ای شبیه مرغ دارند.

مزه‌ای شبیه مرغ (انگلیسی: Tastes like chicken) عبارتی است که هنگام تلاش برای توصیف مزه یک غذای غیرمعمول استفاده می‌شود. این عبارت به‌قدری در فرهنگ عامه به‌کار رفته است که به یک کلیشه تبدیل شده است. در نتیجه، این عبارت گاهی برای ارائه طنز نامتجانس، با استفاده برای توصیف غذاها یا موقعیت‌هایی که هیچ ارتباط واقعی ندارد، استفاده می‌شود.

## توضیحات احتمالی
به‌عنوان توضیحی در مورد اینکه چرا گوشت‌های غیرمعمول بیشتر مزه مرغ دارند تا جایگزین‌های معمولی مانند گوشت گاو یا خوک، احتمالات مختلفی ارائه شده است. یک ایده این است که مرغ در مقایسه با سایر گوشت‌ها مزه ملایمی دارد زیرا چربی مزه بیشتری نسبت به ماهیچه‌ها دارد (به‌ویژه در مورد برش‌های لاغر مانند سینه مرغ بدون پوست)، که آن را به یک انتخاب عمومی برای مقایسه تبدیل می‌کند.
همچنین، طبق گزارش‌ها، مرغ دارای سطوح پایین‌تری از گلوتامات است که به جنبه «لذیذ» مزه معروف به اومامی کمک می‌کند. فرآوری گوشت‌های دیگر همچنین می‌تواند سطح گلوتامات را کاهش دهد و مزه آنها را بیشتر شبیه مرغ کند. پرورش مدرن، مخصوصاً مرغ و بوقلمون تولید انبوه، مزه خاصی ندارند، زیرا حیوانات برای توده عضلانی بزرگ پرورش می‌یابند که سریع‌تر از مرغ‌های پرورش‌یافته طبیعی رشد می‌کنند. بنابراین، مواد شیمیایی کمیاب در گوشت که مزه متمایزی به آن می‌بخشد، در مقادیر بیشتری از ماهیچه‌ها با زمان کمتری برای تجمع پراکنده می‌شوند، بنابراین غلظت کمتری در هر اونس گوشت ایجاد می‌شود و مزه عمومی‌تری ایجاد می‌کند.
پیشنهاد دیگری که توسط جو استاتون از موزه جانورشناسی تطبیقی (Museum of Comparative Zoology) ارائه شده است، این است که مزه گوشت بر اساس "منشاء فرگشت" حیوان ثابت می‌شود. او به‌طور خاص خاطرنشان کرد که برخی از چهاراندامان، به ویژه دوزیستان، خزندگان و برخی پرندگان، تا حد زیادی مزه مرغ دارند، در حالی که سایر حیوانات معمولاً مزه آن را ندارند. بر این اساس، پرندگان (بیشترین نوع گوشت بر حسب نوع) (در بیشتر موارد) به‌طور طبیعی مزه بیشتری شبیه مرغ دارند تا پستانداران.
علاوه بر این، از آنجایی که دایناسورها اجداد پرندگان هستند، گوشت آنها نیز به‌طور فرضی مزه‌ای شبیه مرغ داشته است. با این حال، گوشت سایر مرغان اغلب مزه‌ای شبیه مرغ ندارد. برای نمونه، گوشت قرقاول به‌عنوان یک مزه "بی‌نظیر" توصیف می‌شود و گوشت شترمرغ بسیار شبیه به گوشت گاو در نظر گرفته می‌شود. در واقع، اردک اغلب یک گوشت قرمز در نظر گرفته می‌شود. مزه پرندگان شکاری متفاوت گزارش شده است.
با این حال، غذاهای دریایی منطقاً مزه متمایزتری دارند. (میزان واگرایی آن ثابت نیست؛ گفته می‌شود که ماهی تن به اندازه‌ای مزه مرغ دارد که یک کنسروسازی ماهی برجسته محصول خود را مرغ دریا نامیده است.) همچنین، اگرچه پستانداران چهاراندامان هستند، تعداد کمی از پستانداران مزه مرغ دارند، که به این معنی است که یک جهش بود که مزه آنها را در آن شاخه از درخت فرگشتی تغییر داد.
احتمال دیگر این است که از آنجایی که بیشتر گوشت مرغ از قفسه سینه گرفته شده است، که حاوی "الیاف سریع" سفیدرنگ است که برای پرواز کوتاه و سریع مرغ در حال فرار ضروری است، به‌دلیل غلظت‌های مشابه الیاف سریع که برای گوشت استفاده می‌شود مزه حیوانات دیگر را می‌دهد. تفاوت مزه معمولاً به غلظت کم پروتئین حاوی آهن میوگلوبین نسبت داده می‌شود، غلظت بالایی که بیشتر برای مهره‌داران و بافت‌هایی است که برای فعالیت آهسته و پایدار سازگار شده‌اند. گوشت غنی از میوگلوبین اغلب گوشت قرمز نامیده می‌شود.